# Out of the Blue (film 2003)
Out of the Blue – pełnometrażowy, telewizyjny film dokumentalny z narracją Petera Coyote’a traktujący o fenomenie UFO. Jest próbą ukazania poprzez wywiady z członkami społeczności naukowej, naocznymi świadkami, oraz wysoko postawionym personelem wojskowym i rządowym, że niektóre niezidentyfikowane obiekty latające mogą być pochodzenia pozaziemskiego. Tymczasem za pomocą kamuflażu oraz kpiny próbuje się ukryć zagadnienie UFO.
W grudniu 2008 roku reżyser James Fox na oficjalnej stronie filmu zamieścił informację o możliwej kolejnej części filmu Beyond the Blue.